# Équipe de Tunisie de football en 1988
L'équipe de Tunisie de football connaît une année 1988 de grande instabilité en changeant plusieurs fois d'entraîneur.
Ayant réussi à qualifier l'équipe en phase finale des Jeux olympiques de 1988, Taoufik Ben Othman fait l'objet de vives critiques pour la participation négative au tournoi de Malte et pour les résultats insatisfaisants contre les sélections arabes. En effet, en huit matchs dont quatre en coupe arabe des nations, il ne remporte aucune victoire. Il est amené à démissionner le 1er juin, à quelques semaines des Jeux olympiques. La Fédération tunisienne de football fait alors appel provisoirement, le 16 juillet, à l'entraîneur de l'Espérance sportive de Tunis, Antoni Piechniczek, qui dirige l'équipe lors des matchs éliminatoires pour la coupe du monde 1990, contre l'équipe de Guinée, et aux Jeux olympiques. Il est ensuite remplacé par son adjoint Baccar Ben Miled. Le 14 novembre, c'est Mokhtar Tlili qui prend les commandes de l'équipe.

## Matchs

### Rencontres internationales
| Date              | Stade                                | Adversaire                     | Score | Comp             | Buteurs tunisiens                                               |
| 18 janvier 1988   | Stade olympique d'El Menzah, Tunisie | Maroc                          | 1-0   | QJO              | Dhiab 15e                                                       |
| 30 janvier 1988   | Rabat, Maroc                         | Maroc                          | 2-2   | QJO              | L. Rouissi 17e, Dhiab 90e                                       |
| 8 février 1988    | La Valette, Malte                    | Allemagne de l'Est (olympique) | 0-5   | Tournoi de Malte |                                                                 |
| 10 février 1988   | La Valette, Malte                    | Malte                          | 1-2   | Tournoi de Malte | Maâloul                                                         |
| 12 février 1988   | La Valette, Malte                    | Finlande                       | 0-3   | Tournoi de Malte |                                                                 |
| 18 février 1988   | Manama, Bahreïn                      | Bahreïn                        | 0-1   | A                |                                                                 |
| 25 février 1988   | Bagdad, Irak                         | Irak                           | 0-2   | A                |                                                                 |
| 30 juin 1988      | Alep, Syrie                          | Syrie                          | 0-2   | A                |                                                                 |
| 3 juillet 1988    | Damas, Syrie                         | Syrie                          | 0-0   | A                |                                                                 |
| 9 juillet 1988    | Amman, Jordanie                      | Irak                           | 1-1   | CArN             | Mahjoubi 63e                                                    |
| 11 juillet 1988   | Amman, Jordanie                      | Arabie saoudite                | 1-1   | CArN             | Maâloul 90e (pen.)                                              |
| 13 juillet 1988   | Amman, Jordanie                      | Égypte                         | 0-1   | CArN             |                                                                 |
| 17 juillet 1988   | Amman, Jordanie                      | Liban                          | 1-1   | CArN             | T. Mhedhebi 45e                                                 |
| 5 août 1988       | Stade olympique d'El Menzah, Tunisie | Guinée                         | 5-0   | QCDM             | Jeridi 20e, Maâloul 36e (pen.), J. Limam 33e, 53e, Yaâkoubi 82e |
| 21 août 1988      | Conakry, Guinée                      | Guinée                         | 0-3   | QCDM             |                                                                 |
| 17 septembre 1988 | Busan, Corée du Sud                  | Suède (olympique)              | 2-2   | JO               | Dhiab 16e, Maâloul 44e (pen.)                                   |
| 19 septembre 1988 | Busan, Corée du Sud                  | RFA (olympique)                | 1-4   | JO               | Maâloul 28e (pen.)                                              |
| 21 septembre 1988 | Busan, Corée du Sud                  | Chine                          | 0-0   | JO               |                                                                 |
| 19 octobre 1988   | Dublin, Irlande                      | République d'Irlande           | 0-4   | A                |                                                                 |
| 5 novembre 1988   | Stade olympique d'El Menzah, Tunisie | Algérie                        | 1-0   | A                | Rakbaoui 32e                                                    |
| 8 novembre 1988   | Stade olympique d'El Menzah, Tunisie | Angola                         | 5-0   | A                | Ben Yahia 16e, Henchiri 22e, 44e, Mahjoubi 67e, Rakbaoui 76e    |
| 23 novembre 1988  | Dammam, Arabie saoudite              | Arabie saoudite                | 0-1   | A                |                                                                 |
| 18 décembre 1988  | Abidjan, Côte d'Ivoire               | Côte d'Ivoire                  | 1-1   | A                | Mahjoubi 62e                                                    |
| 20 décembre 1988  | Monrovia, Liberia                    | Liberia                        | 1-1   | A                | Mahjoubi                                                        |

### Matchs de préparation
| Date               | Stade                                | Adversaire                            | Score | Comp | Buteurs tunisiens                 |
| 6 janvier 1988     | Watford, Angleterre                  | Watford Football Club ( Angleterre)   | 1-2   | A    | Dhiab                             |
| 10 janvier 1988    | Duisbourg, Allemagne de l'Ouest      | MSV Duisbourg ( Allemagne de l'Ouest) | 4-2   | A    | Abid, Yahmadi, Rakbaoui, Yaâkoubi |
| 30 août 1988       | Belgrade, Yougoslavie                | OFK Belgrade ( Yougoslavie)           | 0-3   | A    |                                   |
| 1er septembre 1988 | Belgrade, Yougoslavie                | Zemour ( Yougoslavie)                 | 1-1   | A    | Yaâkoubi                          |
| 5 septembre 1988   | Stade olympique d'El Menzah, Tunisie | Lille ( France)                       | 0-0   | A    |                                   |

## Sources
- Mohamed Kilani, « Équipe de Tunisie : les rencontres internationales », Guide-Foot 2010-2011, éd. Imprimerie des Champs-Élysées, Tunis, 2010
- Béchir et Abdessattar Latrech, 40 ans de foot en Tunisie, vol. 1, chapitres VII-IX, éd. Société graphique d'édition et de presse, Tunis, 1995, p. 99-176